# G-Force: Специален отряд
„G-Force: Специален отряд“ (на английски: G-Force) е американски детски филм от 2009 г. под режисурата на Хойт Итман.
Филмът описва елитен екип от специално обучени от ФБР морски свинчета, заплашен от закриване по административни причини, който доказва възможностите си в мисия, предпазила човечеството от унищожение.

## Синхронен дублаж

### Ролите озвучиха
| Роля         | Изпълнител         |
| ------------ | ------------------ |
| Дарвин       | Стефан Сърчаджиев  |
| Хуарес       | Елена Бозова       |
| Спекълс      | Георги Новаков     |
| Блъстър      | Тодор Георгиев     |
| Хърли        | Владимир Колишкин  |
| Сейбър       | Стоян Алексиев     |
| Бъки         | Анатоли Божинов    |
| Бен          | Явор Караиванов    |
| Килиан       | Петър Калчев       |
| Картър       | Георги Стоянов     |
| Конър        | Георги Николов     |
| Марси        | Мина Костова       |
| Пени         | Анна-Мария Върбани |
| Розалита     | Василка Сугарева   |
| Терел        | Кирил Бояджиев     |
| Тригстад     | Николай Пърлев     |
| Директор ФБР | Стефан Стефанов    |

### Други гласове
| Анна-Мария Върбани |
| Георги Иванов      |
| Мина Костова       |
| Георги Николов     |
| Симона Нанова      |
| Здравко Димитров   |
| Георги Георгиев    |
| Кирил Бояджиев     |
| Лъчезар Стефанов   |

## Българска версия
| Обработка                       | Александра Аудио                      |
| Mix Studio                      | Shepperton International              |
| ------------------------------- | ------------------------------------- |
| Режисьор на дублажа             | Симона Нанова                         |
| Превод                          | Венета Янкова                         |
| Тонрежисьор на записа           | Петър Костов                          |
| Творчески Директор              | Венета Янкова                         |
| Продуцент на българската версия | Disney Character Voices International |